# Yazdān Panāh
Yazdān Panāh (persiska: یزدان پناه) är en ort i Iran.   Den ligger i provinsen Kerman, i den sydöstra delen av landet, 1 100 km sydost om huvudstaden Teheran. Yazdān Panāh ligger 596 meter över havet och antalet invånare är 479.
Terrängen runt Yazdān Panāh är platt. Runt Yazdān Panāh är det mycket glesbefolkat, med 7 invånare per kvadratkilometer. Närmaste större samhälle är Bambūyān, 5,7 km väster om Yazdān Panāh. Trakten runt Yazdān Panāh är ofruktbar med lite eller ingen växtlighet.